# Neoseiulus kolodotshkai
Neoseiulus kolodotshkai är en spindeldjursart som först beskrevs av Kusnetsov 1984.  Neoseiulus kolodotshkai ingår i släktet Neoseiulus och familjen Phytoseiidae. Inga underarter finns listade i Catalogue of Life.